# Hraniw (obwód winnicki)
Hraniw (ukr. Гранів, hist. pol. Granów) – wieś na Ukrainie, w obwodzie winnickim, w rejonie hajsyńskim, w hromadzie Krasnopiłka. W 2001 liczyła 2710 mieszkańców, spośród których 2673 wskazało jako ojczysty język ukraiński, 31 rosyjski, 4 mołdawski, a 2 białoruski